# Samba-SWAT
SWAT (Samba Web Administration Tool) — программа, которая позволяет сконфигурировать сервер Samba через веб-интерфейс, изменяя таким образом конфигурационный файл smb.conf. По умолчанию URL http://localhost:901/ надо открыть в браузере. SWAT является частью набора Samba, поэтому развивается параллельно и не использует устаревшие опции в smb.conf. SWAT обеспечивает контекстно-зависимую помощь для каждого параметра конфигурации, непосредственно из страниц man. SWAT оптимизирует конфигурацию и не использует комментарии, удаляя их. Основной выполняемый демон называется swat.